# Тюрбе Ахунда Абутураба
Тюрбе Ахунда Абутураба — памятник истории и архитектуры начала XX века, расположенный в посёлке Мярдякан.
Тюрбе внесено в список недвижимых памятников истории и культуры национального значения согласно Постановлению № 132 Кабинета Министров Азербайджанской Республики от 2 августа 2001 года.

## Описание
Мирза Абу Тураб Ахундзада родился в 1817 году в бакинском селении Амирджан. Первое образование получил в Баку, в медресе Мирзы Хасиба Кудси. Позднее учился в Медине и Багдаде. Владел арабским, персидским, тюркским и русским языками. По инициативе Абу Тураба в селении Амирджан было открыто первое женское медресе. Он публиковал различные статьи в газете «Хаят». Мирза Абу Тураб скончался в 1908 году и был похоронен в Мярдякане. В том же году по заказу Муртузы Мухтарова над могилой Мирзы Абу Тураба Ахундзады было воздвигнуто тюрбе по проекту Иосифа Плошко. Оно расположено на кладбище Пир Гасан.
Тюрбе восьмигранной формы построено в традиционном для средневековых азербайджанских тюрбе стиле. Стоит на восьми парных колоннах. Объёмно-пространственное решение сооружения напоминает павильон и завершается куполом.
Внутри тюрбе и вокруг него в целом находятся четыре могильные плиты типа надмогильного камня в виде сундука. В центре тюрбе располагается каменное надгробие, украшенное орнаментом, принадлежащее Мирзе Абу Турабу Ахундзаде. У его ног находится расписанный надмогильный камень в форме сундука, принадлежащее благотворителю и миллионеру Гаджи Зейналабдину Тагиеву. Согласно завещанию, в 1924 году, 4 сентября, миллионера похоронили у ног Мирзы Абу Тураба Ахундзады (в нижней части его могилы). Дочь Гаджи Зейналабдина Тагиева, Сара ханум, скончавшись в 1991 году, была также похоронена рядом с отцом. Кроме того, на территории тюрбе находится надгробная плита Зейнала бека Селимханова — супруга Сары Тагиевой, подвергшегося репрессиям. Поскольку он был жертвой репрессий и точное место его захоронения неизвестно, установленная на кладбище плита является символической.
Во время инженерных изысканий в 1987 году выяснилось, что металлические трубы внутри каменных колонн подверглись коррозии. В том же году были проведены укрепительные работы.
После повторного провозглашения независимости Азербайджана тюрбе, в соответствии с Постановлением № 132 Кабинета Министров Азербайджанской Республики от 2 августа 2001 года, было включено в список недвижимых памятников истории и культуры национального значения.
В 2003 году из-за аварийного состояния тюрбе металлические трубы были удалены, железобетонная конструкция купола демонтирована, купол облицован камнем, а на нём выполнены новые растительные орнаменты. Оригинальные камни и некоторые колонны тюрбе ныне выставлены на территории памятника как экспонаты.